# Глубочок (Житомирский район)
Глубочо́к (укр. Глибочок) — село на Украине, основано в 1650 году, находится в Житомирском районе Житомирской области.
Код КОАТУУ — 1822081801. Население по переписи 2001 года составляет 570 человек. Почтовый индекс — 12461. Телефонный код — 412. Занимает площадь 1,714 км².

## Адрес местного совета
12461, Житомирская область, Житомирский р-н, с.Глубочок, ул.Мира, 1